# Otoni

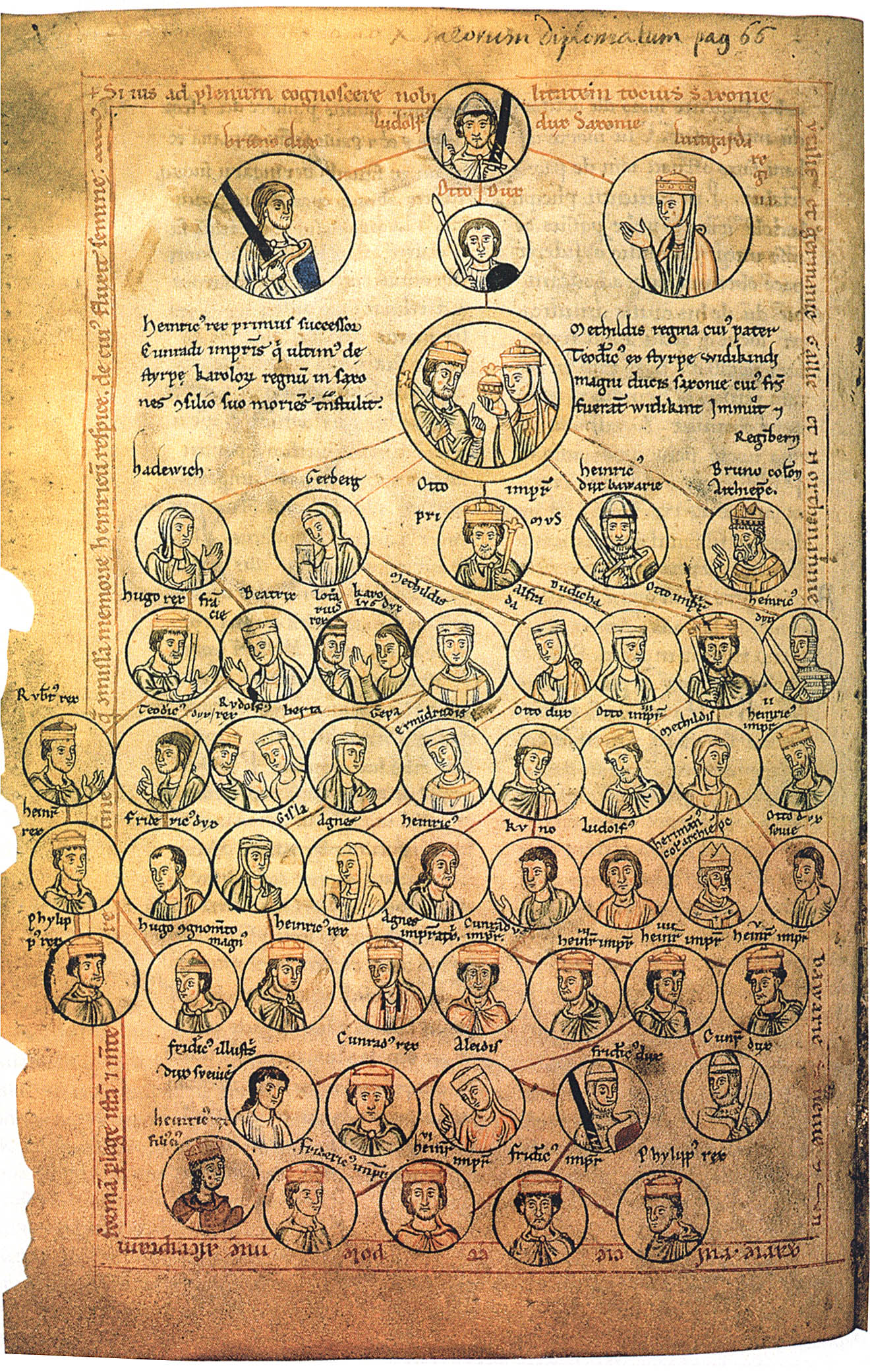
Rodokmen Otonů (rukopis, 12. století)

Otoni, nazývaní též Ottoni, Liudolfovci či Liudolfingové, byla dynastie saských vévodů, která v roce 919 nastoupila na východofranský trůn. Ota I. Veliký byl roku 962 korunován císařem a stal se tak vlastním zakladatelem středověké Svaté říše římské. Význam Otonů je v tom, že se pokusili o podstatné posílení a upevnění říše prostřednictvím křesťanské církve, jelikož Jindřich I. Ptáčník byl zvolen a tak neměl  důvěru ve šlechtě. Výrazem této snahy byla také tzv. otonská renesance a velkorysá stavební činnost v tzv. otonském slohu. Na dynastii Otonů navázala sálská dynastie a na ni později Štaufové.

## Králové a císařové z rodu Otonů
- Jindřich I. Ptáčník (876–936), východofranský král
- Ota I. Veliký (912–973), od roku 962 císař
- Ota II. (955–983), od roku 972 císař
- Ota III. (980–1002), od roku 996 císař
- Jindřich II. (973–1024), od roku 1014 císař

## Rodokmen
- 1. Liudolf († 866), saský vévoda
  - 1.1. Bruno († 880), saský vévoda
  - 1.2. Ota († 912), saský vévoda
    - 1.2.1. Thankmar († před 912)
    - 1.2.2. Liudolf († před 912)
    - 1.2.3. Liudgarda († 923)
    - 1.2.4. Jindřich I. Ptáčník († 936), východofranský král 919 – 936
      - 1.2.4.1. Thankmar († 938)
      - 1.2.4.2. Ota I. Veliký (912 – 973), východofranský král 936 – 973, od roku 962 římský císař
        - 1.2.4.2.1. Vilém (cca 929 – 968), arcibiskup mohučský
        - 1.2.4.2.2. Liudolf Švábský († 957), švábský vévoda
          - 1.2.4.2.2.1. Matylda († 1011)
          - 1.2.4.2.2.2. Ota I. Švábský († 982), švábský a bavorský vévoda

        - 1.2.4.2.3. Liudgarda († 953), manželka Konráda, vévody lotrinského
        - 1.2.4.2.4. Matylda († 999)
        - 1.2.4.2.5. Ota II. (955 – 983), římský král a císař 961 – 983
          - 1.2.4.2.5.1. Adelheida († 1045)
          - 1.2.4.2.5.2. Žofie († 1039)
          - 1.2.4.2.5.3. Matylda († 1025), manželka falckraběte lotrinského Ezza
          - 1.2.4.2.5.4. Ota III. (980 – 1002), římský král a císař 983 – 1002

      - 1.2.4.3. Gerberga († 968/9), manželka lotrinského vévody Giselberta, později Ludvíka IV., západofranského krále
      - 1.2.4.4. Hedvika († po 958), manželka franského vévody Huga Velikého, matka Huga Kapeta, francouzského krále, zakladatele dynastie Kapetovců
      - 1.2.4.5. Jindřich I. Bavorský († 955), bavorský vévoda
        - 1.2.4.5.1. Jindřich II. Bavorský († 995), bavorský vévoda
          - 1.2.4.5.1.1. Jindřich II. († 1024), římský král a císař 1002 – 1024
          - 1.2.4.5.1.2. Bruno († 1029), biskup augšpurský
          - 1.2.4.5.1.3. Gisela († cca 1045), manželka Štěpána I., uherského krále

        - 1.2.4.5.2. Gerberga († 1001)
        - 1.2.4.5.3. Hedvika († 994), manželka švábského vévody Burkharda

      - 1.2.4.6. Bruno (925 – 965), arcibiskup kolínský (953 – 965)

    - 1.2.5. Oda († po 952), manželka Zwentibolda, lotrinského krále a později hraběte Gerharda

  - 1.3. Liudgarda († 885), manželka Ludvíka Mladšího, východofranského krále
  - 1.4. Hathumod († 874)
  - 1.5. Gerberga († 896)
  - 1.6. Christina († 919)